# Христифор Шифман
Христифор Шифман (Нови Сад, 1816 - Банатски Комлуш, 14. децембар 1884) био је српски задужбинар и културни делатник.

## Образовање
Завршио је Гимназију у Сремским Карловцима, а потом филозофске и привредно-техничке науке у Пешти као Стратимировићев питомац. Највећи део свог живота провео је у Банатском Комлошу као инспектор добара Јована Наке. Био је члан Благовештенског сабора у Карловцима. Касније, 1876. године , био је члан стручне комисије коју је сазвао Саборски Одбор ради уређења управе црквених и народних имања.

## Задужбина
У Новом Саду је 14. јула 1877. године започео оснивање своје задужбине и том приликом је записао:
Мада сам живот свој посветио пољској привреди, ипак нисам могао одолети чару науке и лепих уметности, па сам налазио своју особиту радост што сам их могао потпомагати по слабим силама својим. Под њиховим спасоносним утицајем дошао сам до тога уверења, да се само онај народ може надати лепшој будућности, и у материјалном и у духовном погледу, којега синови, схвативши озбиљно дух и захтеве времена, раде својски на томе да себе усаврше што боље у свим гранама знања и уметности.
Проникнут, дакле, тим уверењем, а одушевљен примером оних многих племенитог срца и узвишеног духа Србаља, који су или цело своје имање или бар неки део од тога оставили на оснивање јавних добротворних задужбина, а које Србе народ српски увек с хвалом и пијететом спомиње и вечиту им успомену слави од колена на колено - одредио сам да од свога имања десет хиљада форината на ту добротворну цел да се од тих новаца оснује Задужбина Христофора Шифмана.
Христифор је одредио да се приход од 7500 форинти употребљава за стипендије ђацима који ће изучавати лепе уметности или више васпитне студије, а приход од 2500 форинти оставио је као помоћ Народном позоришту. Његовом задужбином управљала је Матица Српска.
Ово је била прва задужбина за образовање српских уметника у Аустроугарској.
Осим ове задужбине, основао је још једну где је дао 5000 форинти на име закладе одакле ће добијати помоћ сиромашне девојке за своју удају. Тим фондом управљала је српска црквена општина у Меленцима.
Христифор је умро 1884. године у Банатском Комлушу. Његова задужбина је донела много добра српској култури и уметности, као и српском народу генерално. Један од стипендиста његове задужбине био је и велики Урош Предић.